# Параглајдинг
Параглајдинг (или једрење падобраном), један од ваздухопловних спортова. То је такмичарски и рекреативни спорт. Такође, спада у екстремне спортове.

## Једрење падобраном
Једрење падобраном (параглајдером) је један од најмлађих ваздухопловних спортова и један од најлакших и најједноставнијих начина да се оствари сан о летењу. Овај спорт се интензивно развија и шири у последњих петнаестак година и све више узима маха у спортском ваздухопловству. Основни разлог овоме је тај што овај спорт не захтева превелика финансијска средства, што је у данашње време нешто што се најмање има. Та приступачност је лака и брза могућност самосталног полетања, али зато и велики ризик. Полетање без квалитетне теоретске припреме и практичне обуке, под контролом инструктора, је велика шанса за несрећу. Због мале брзине лета, свака промена брзине ветра и турбуленција, могу угрозити безбедност. Зато је дуготрајна и систематска обука једини начин, да се доживи и дуго ужива у једрењу падобраном.

## Опрема
Опрема за једрење падобраном је следећа: 
1. Падобран за једрење (крило)
2. Седиште и систем за повезивање (систем)
3. Резервни падобран (резерва)
4. заштитна капа (кацига)
5. Заштитна обућа, рукавице и одећа
6. Опрема за везу и навигацију.

Крило је управљив падобран издужено-елипсастог облика. Састављено је из горњег и доњег слоја танког непропусног материјала, између кога се налази простор подељен на коморе. Величина коморе и њихов број зависе од врсте крила. Основна обука се почиње на стабилним и самоудесивим крилима, са малим бројем дебелих комора, које ометају велику брзину лета. За велике брзине једрења и такмичења се користе крила са великим бројем танких (аеродинамичних) комора, али и захтевнија на одржавање стабилног лета. Управљивост се постиже повлачењем, савијањем излазних ивица падобрана, командним ужима (командама). Повлачењем једне или обе команде долази до савијања задњег дела крила и тако мења отпор и узгон једне, или обе стране. Као у сваком летењу, и при једрењу падобраном је важно знати минималну брзину управљивог лета, пре слома узгона (столинга).
Крило је направљено од материјала чија пропусност на гасове треба бити што мања. Пропустљивост се мери порозиметром. УВ сунчево зрачење штетно делује на материјал крила и зато му је животни век око 200 до 300 сати. После тог времена, порозност се повећава, носивост и брзина смањују и ризик од нарушавања правилног облика повећава, притисак у коморама између слојева горњаке и доњаке смањује, па се ризик лета на старим крилима повећава. Таква дотрајала крила се обично користе за вежбу на ливади и благој падини, без услова за полетање.
Систем веза се користи за смештај пилота. Он је такве конструкције да пилот може бити безбедан и осећати се пријатно. Генерално величине је једне столице скројен од синтетичких материјала, поседује протекторе за заштиту пилота у случају пада, џепове за смештај ствари... Постоје различити системи у зависности од намене параглајдера као што су нпр. акро системи (за акробатско летење), системи за прелете (аеродинамичнији су, већи, пилот је у лежећем положају), системи за планинско летење (мањи су и лакши) и стандардни системи.
Резервни падобран служи за само спашавање пилота када је у опасности. Најчешће је облика куполе површине од 22 квадратна метра, а може и више, у зависности од тежине пилота. Резервни падобран качи се за систем.
Заштитна опрема се користи да заштити пилота од удараца, хладноће, ветра и УВ зрачења. У њу спадају кацига, одећа, обућа и разне креме. Пилот мора бити добро снабдевен за сваки лет јер он може потрајати и неколико сати. Кацига је саставни део опреме и пилот не сме започињати лет нити се навезивати на крило без кациге. Кацига може бити типа шлем која штити само теме, потиљак и слепоочнице, а може имати и додатак који иде преко браде тако да штити и лице. Одећа за параглајдинг мора бити таква да штити од повређивања, ветра и хладноће, али да дозвољава телу да дише како не би дошло до непотребног знојења. Најистуренији делови тела хладноћи и ветру су лице, колена и руке. Зато је потребно имати одговарајућу поткапу, рукавице и штитнике за колена. Најповољнији су виндстопери који се израђују од горетекса. Одећа може бити дводелна или једноделна као што су комбинезони. Наравно у летњим условима и малим висинама није потребно носити толику одећу. Треба знати да температура опада за 5-6 степени целзијусових са порастом висине од 1000 метара. Обућа у параглајдингу ја јако битна. Осим што штити од хладноће има улогу заштите од повређивања. За ту прилику најбоље су дубље планинске ципеле које штите скочни зглоб од пребрзог приземљења и згодне су за кретање по неравном терену. Пошто се УВ зрачење повећава за 30% на сваких 1000 m непоходно је носити одговарајуће заштитне наочаре и крему. Поред ове заштитне опреме добро је понети први завој, воде и мало хране као помоћ у случају принудног слетања на непознат терен.
Опрема за везу и навигацију. У њу спада преносна ручна радио-станица која служи за успостављање везе са руководиоцем летења, осталим пилотима и она спада у саставни део опреме без које се не полеће. Додатна опрема су уређај за мерење висине (вариометар) посебно прилагођен за летаче параглајдера и глобални позициони систем ГПС такође прилагођен примени на овој летелици.

## Страх
Сви људи имају страх од висине, што је природно као и сваки страх од непознатог. Ако неко каже да се никад није уплашио у току лета, не говори истину или није нормалан. Искусни пилоти доживе страх током лета када услови за летење нису повољни. У почетку је страх много јачи и интензивнији, али временом са порастом вештине, страх се смањује, а уживање расте у лепоти слободног летења. Жеља за летењем је увек јача од страха. Страх је велики пријатељ сваког пилота, јер га спречава да помера границе лета, изван тренутне могућности и вештине.

## Лет
У овом спорту се не искаче из авиона као што се често мисли. Потребна опрема се лако пакује у један ранац (око 15kg тежине), и потребан је неки вид превоза до најближег погодног брда. Када се пронађе одговарајућа локација, потребно је мање од десет минута за припрему. После неколико корака залета дуж падине брда и уз повољна струјања ваздуха може се полетети одмах. Предност спорта је да нема потребе за аеродромима или било каквом другом скупом инфраструктуром. Једриличар одлучује где и када ће да полети. За слетање почетника је потребна ливада. Искусним једриличарима је довољна површина пречника пола метра. Не постоји једноставнији начин за полетање.

## Висина и дужина лета
Висина и дужина лета зависе од временских услова, али је могуће остати у ваздуху неколико сати, попети се неколико хиљада метара у висину и прелетети неколико стотина километара (светски рекорд је око 400km). Падобран за једрење (Параглајдер) је летелица као и једрилица, и исто као ваздухопловно једриличарство, параглајдинг користи силе ветрова и термике да се остане у ваздуху и да иде што више и даље. Када су услови оптимални могуће је полетети са брдашца висине неколико десетина метара а да се на крају достигне висина од преко 3000m. Све је могуће у овом спорту и границе се константно померају. 2003. године по први пут је група параглајдериста је полетела са подножја Мон Блана (највиши врх Европе) и после сат времена лета сви су слетели на врх планине.
Постоје две врсте летења: једрење на падини и летење у термици. 
Једрење на падини остварује се под дејством ветра који делије нормално (чеони ветар) на падину и прати њену конфигурацију. Параглајдер се креће паралелно са правећи кругове, тачније осмице. Ветар који се одбија од падине потискује крило параглајдера и одржава параглајдер на константној висини. На овај начин пилот може остати у ваздуху све док на падину делује чеони ветар одређене јачине. Јачина ветра се креће од 4 m/s до 9 m/s у зависности од саме падине, типа крила параглајдера и знања пилота параглајдера. 
Летење у термици доста је сложеније, а такође и опасније од претходног. Под појмом термика подразумева се процес загревања слоја ваздуха уз тло и његово дизање на веће висине. Пошто се делови земље разликују по својој грађи и боји онда је очигледно да интензитет загревања није исти, а самим тим ни интензитет дизања топлог ваздуха. Простор где је интензитет дизања топлог ваздуха велики зове се стуб, а простор где дизање топлог ваздуха постоји, али није великог интензитета у параглајдингу се назива балон. Пилоти параглајдера да би достигли већу висину траже термичке стубове и у њима круже. На тај начин термички стуб их диже у висину. Брзина дизања може бити најчешће око 3 m/s па и до 20 m/s. Места на којима настају термички стубови могу се препознати тако да су теоријска знања из појединих области метеорологије неопходна у овом спорту. Термика на простору као што је Балкан почиње у пролеће, а завршава се крајем лета.

## Обука
Обука се врши поступно и са мањих висина. Тако се ученик полако навикава на висину и учи основне технике летења. Висина се поступно повећава како ученик напредује. У пракси је могуће да се изводе први висински летови (пар стотина метара) још током првог дана обуке али пожељнија је поступнија обука. Ипак увек постоји могућност да се први летови изведу у тандем параглајдерима који имају могућност да носе две особе. То је најбезбеднији начин да се са инструктором доживи први лет. Поред практичног дела, обука подразумева и теоријски део. Учење аеродинамике и ваздухопловне метеорологије је саставно део обуке који се одвија упоредо са праксом.
Први део основног курса подразумева: упознавање са опремом, овладавање техником контроле куполе падобрана на земљи, затим следи први лет у мирним метеоролошким условима. Наредни летови имају циљ увежбавања полетања и слетања. Следећи део курса је падинско једрење, где се користи вертикална компонента ветра на падини у циљу добијања на висини или одржавања исте. Напреднији курсеви, за искусније полазнике, подразумевају једрење у термици, односно коришћење термичких стубова за постизање висине.

## Тандем параглајдер
Тандем параглајдер је ултра лака летјелица, меке конструкције, која може да понесе пилота и путника.
Принцип летења је исти као код обичног параглајдера за слободно летење, с тим што је купола тандем параглајдера веће површине (квадратуре) и има већу носивост. На њу се каче два система везе, један за пилота и други за путника.
У полетању и слетању, због природе конструкције летилице, пилот и путник активно учествују. У току лета пилот је потпуно активан, а путник му помаже само при заокретима преношењем тежине на страну на коју се скреће.